# Beatport
Beatport è un negozio di musica in rete specializzato in musica dance elettronica nato il 7 gennaio 2004.
Beatport è di proprietà di Beatport LLC con sede a Denver in Colorado negli Stati Uniti.

## Storia
Al lancio, Beatport promuoveva tracce di 79 etichette di musica elettronica, ricorda Eloy Lopez nel corso di una intervista, l'ex-deejay e cofondatore della società assieme ad Ari Shohat, fondatore e CEO di un servizio di streaming elettronico globale chiamato Digitally Imported creato nel 1999.
Se nel 2011 il suo catalogo era composto da 700.000 tracce, 160.000 uscite discografiche e 120.000 artisti e DJ remixer, attualmente (2021) l'offerta supera i nove milioni di tracce per stessa ammissione dell'azienda.
Il servizio musicale statunitense offre contemporaneamente lo streaming on demand, abbonamenti a flussi di musica dedicati, l'acquisto di brani originali degli artisti, come accade, per citarne alcuni, su Spotify, iTunes, Apple Music, Amazon Music.

## Solidarietà
Nel 2020, in collaborazione con "In Place Of War" (IPOW), per conto di "African Federation for Emergency Medicine" (AFEM), raccolse fondi destinati direttamente al Fondo per le difficoltà dei membri dell'AFEM a beneficio dei lavoratori a rischio e al Fondo di solidarietà – a causa della pandemia di COVID-19 nel mondo – dell'Organizzazione mondiale della Sanità (OMS). Beatport per accelerare la raccolta di soldi propose l'organizzazione on-line di una maratona di oltre 33 ore – ReConnect. A Global Music Series fu il titolo dell'evento –, con i principali DJ di tutto il mondo (Carl Cox, Bonobo, Pete Tong, Nina Kraviz, GRiZ, RÜFÜS DU SOL, A-Trak, Nicole Moudaber, Chris Liebing, Paul Oakenfold, Nora En Pure, UMEK e tanti altri) che si esibirono dalle loro case o dagli studi di registrazione sparsi nel globo, a partire da giorno 27 marzo 2020 alle ore 20, raccogliendo più di 180.000 dollari.
Un'altra speciale maratona in più fasi per raccolta fondi venne allestita in gran fretta ad agosto e a settembre dello stesso anno, in seguito ai fatti dovuti all'esplosione di Beirut.

## Premi
2006
- International Dance Music Awards (IDMA) - Best Dance Music Retailer
- International Dance Music Awards (IDMA) - Best Dance Music Specialty Retailer

2007
- International Dance Music Awards (IDMA) - Best Dance Music Retailer
- International Dance Music Awards (IDMA) - Best Dance Music Specialty Retailer

2008
- International Dance Music Awards (IDMA) - Best Dance Music Specialty Retailer

2009
- International Dance Music Awards (IDMA) - Best Dance Music Specialty Retailer

2010
- International Dance Music Awards (IDMA) - Best Dance Music Specialty Retailer

2011
- International Dance Music Awards (IDMA) - Best Dance Music Specialty Retailer

2012
- International Dance Music Awards (IDMA) - Best Dance Music Specialty Retailer

2013
- International Dance Music Awards (IDMA) - Best EDM/Best Dance Music Retailer

2014
- International Dance Music Awards (IDMA) - Best EDM/Best Dance Music Retailer

## I loghi

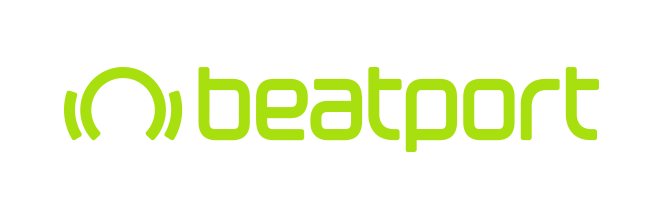
Logo dal 2004 al 2021
Logo utilizzato dal giugno 2021